# Angela Crawley

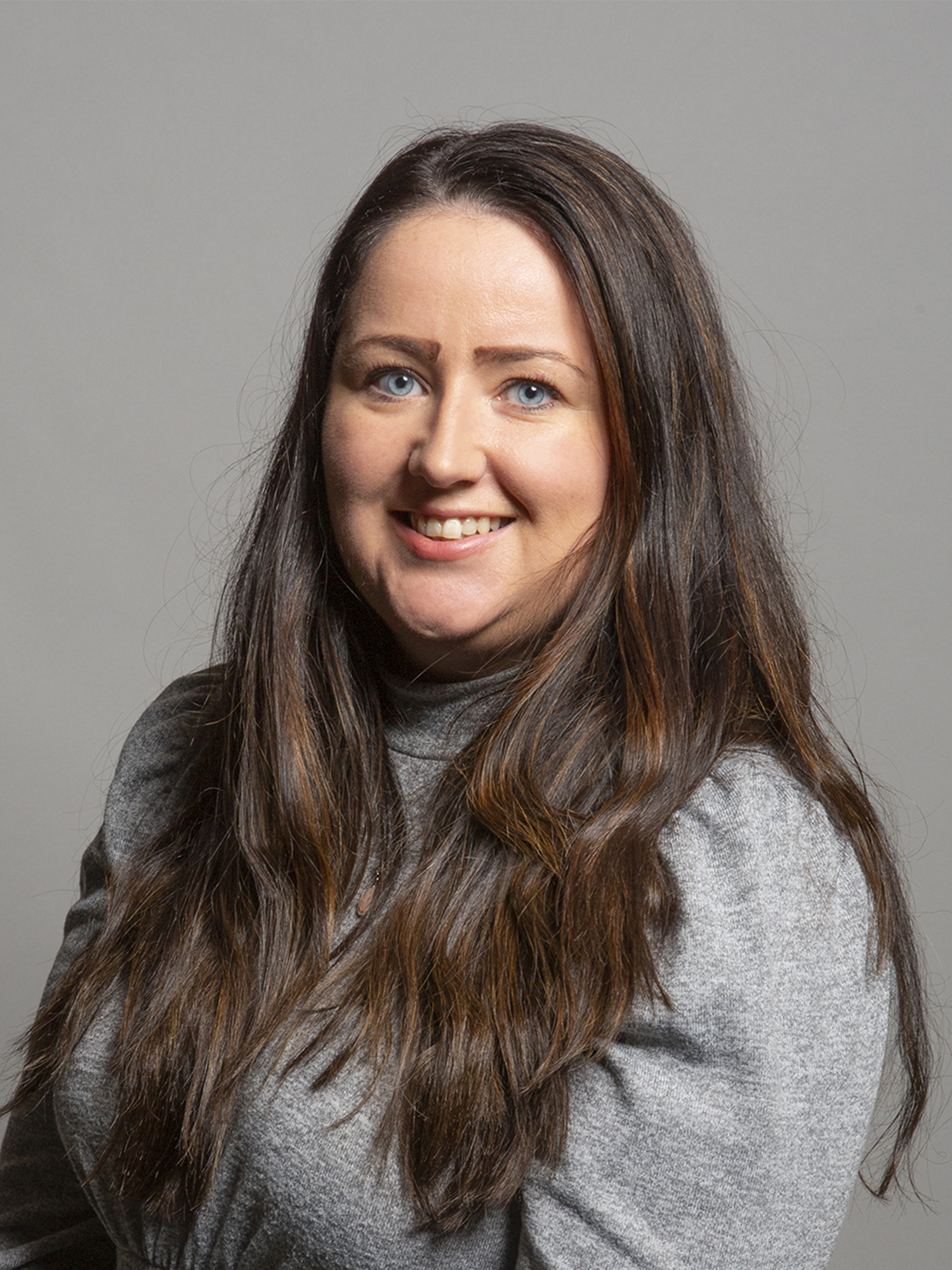
Angela Crawley

Angela Crawley (* 3. Juni 1987 in Hamilton) ist eine schottische Politikerin der Scottish National Party (SNP).

## Leben
Crawley wurde 1987 in Hamilton geboren. Sie besuchte die John Ogilvie High School und studierte anschließend Politik an der Universität Stirling. Nachdem sie als Bachelor abgeschlossen hatte, erwarb sie einen weiteren Bachelorabschluss in Rechtswissenschaften von der Universität Glasgow.

## Politischer Werdegang
Für den Bezirk Hamilton South wurde Crawley für die SNP in den Regionalrat von South Lanarkshire gewählt. Außerdem assistierte sie einem Staatssekretär des schottischen Parlaments. Bei den Unterhauswahlen 2015 stellte die SNP Crawley als Kandidatin in ihrem Heimatwahlkreis Lanark and Hamilton East auf. Damit beerbte sie ihre Parteikollegin Clare Adamson, die sich bei den vorangegangenen Wahlen nicht gegen den Labour-Kandidaten Jimmy Hood durchsetzen konnte. Mit den massiven Stimmgewinnen der SNP bei den Unterhauswahlen 2015 konnte Crawley mit 48,8 % die Stimmmehrheit erringen und zog in der Folge erstmals in das britische Unterhaus ein. Sie fungiert als Fraktionssprecherin für Frauen, Gleichstellung und Kinder und ist Mitglied des Gleichstellungsausschusses. Mit einem Vorsprung von nur 266 Stimmen verteidigte Crawley bei den vorgezogenen Unterhauswahlen 2017 ihr Mandat.